# Sambuca

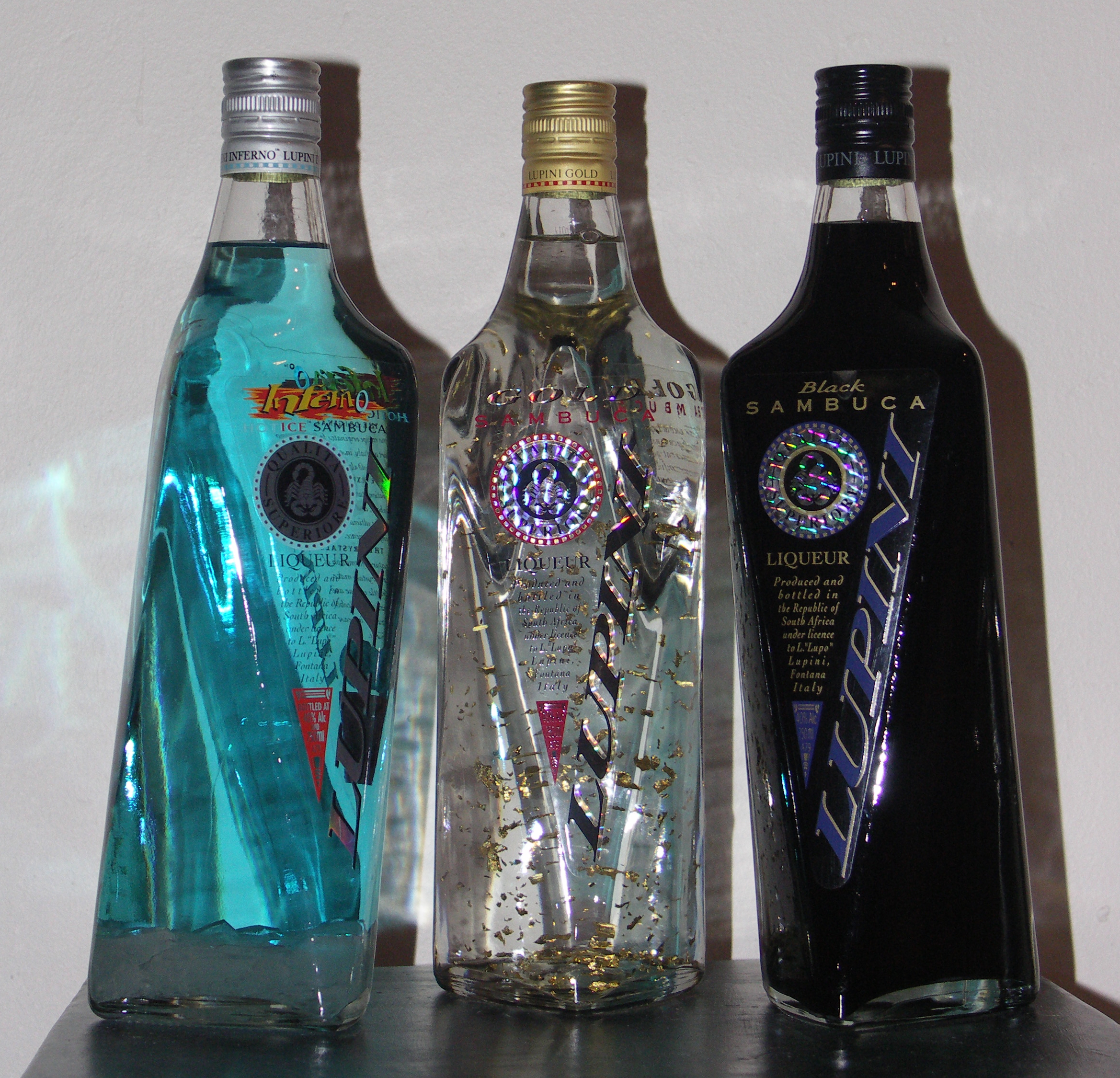
Sambuca inferno ice, sambuca ouro, sambuca negra.

Sambuca é um licor de Sambucus nigra e anis típico da região de Roma, na Itália. Originalmente, é incolor, com sabor de anis. Sua variedade mais comum é conhecida ocasionalmente como sambuca branca, como forma de diferenciá-la de outras variedades, como a de coloração azul-marinho (sambuca negra) ou vermelho-claro (sambuca vermelha).

## Composição
A sambuca contém óleos essenciais obtidos da estrela-de-anis (Illicium verum), que dão, à bebida, um forte sabor de anis. Os óleos são acrescentados ao álcool puro, uma solução concentrada de açúcar e outras substâncias saporíferas. Comumente, tem um teor alcoólico de 42%.

## Consumo
Quando se adiciona água à sambuca, ela adquire um aspecto leitoso, o que é chamado de "efeito ouzo", que é devido ao anetol presente no anis. A sambuca também pode ser servida pura ou com gelo. A bebida acompanha bem café, podendo ser tomada após o café (ammazzacaffè) ou misturando-se a bebida ao café sem açúcar (caffè corretto). A bebida pode ser servida com alguns grãos de café (con la mosca), os quais podem ser flambados dentro do copo onde é servida a bebida.

## História
A primeira versão comercial da bebida surgiu em 1800, em Civitavecchia, quando Luigi Manzi começou a vender a "Sambuca Manzi". Em 1945, logo após o fim da Segunda Guerra Mundial, o comendador Angelo Molinari começou a produzir a "Sambuca Extra Molinari", que ajudou a popularizar a bebida por toda a Itália. 